# 马德莱娜群岛 (塞内加尔)

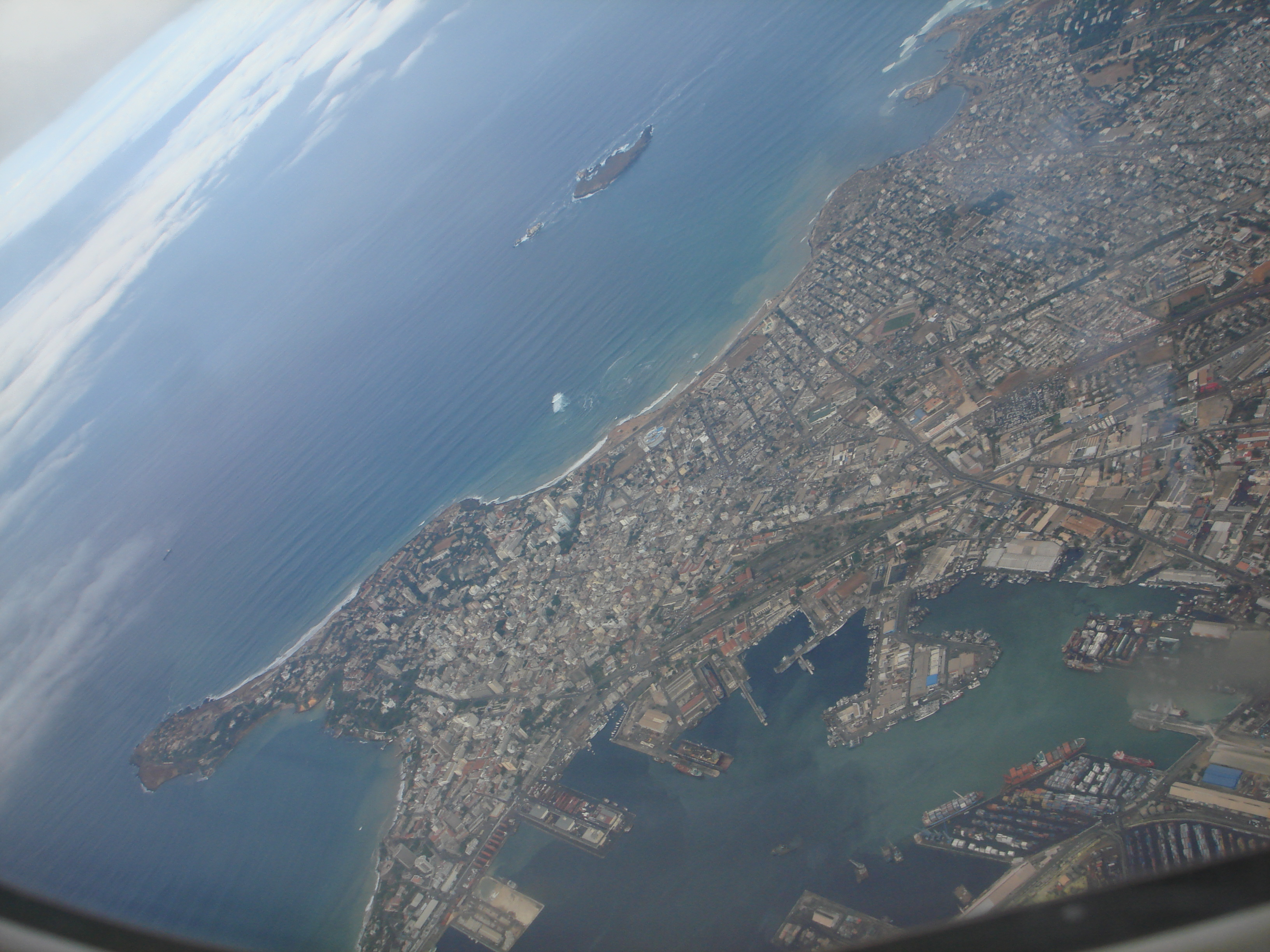

馬德萊娜群島（Îles de la Madeleine）是西非國家塞內加爾的群島，位於首都達喀爾以西約4公里，群島上被列入聯合國教科文組織世界遺產名錄。
馬德萊娜群島國家公園於1976年成立，面積0.45平方公里，是全世界面積最小的國家公園。
14°39′N 17°28′W / 14.650°N 17.467°W